# Карло I Гонзага-Невер
Вижте пояснителната страница за други личности с името Карло Гонзага.
Карло I Гонзага-Невер (на италиански: Carlo I di Gonzaga-Nevers; * 6 май 1580, Париж, Кралство Франция; † 22 септември 1637, Мантуа, Херцогство Мантуа) от рода Гонзага-Невер е херцог на Невер и на Ретел (1595 – 1637) и 7-и херцог на Мантуа и на Монферат (1630 – 1637).

## Произход
Той е син на мантуанския принц Лудовико Гонзага-Невер (1539 – 1595), херцог на Невер и на Ретел, и на съпругата му Хенриета дьо Клев (1542 – 1601), чрез брак херцогиня на Невер. Има двама братя и две сестри:
- Катерина (1568 – 1629), херцогиня на Лонгвил като съпруга на Анри I Орлеански-Лонгвил;
- Мария Енрикета (1571 – 1601),  херцогиня на Майен и Егийон като съпруга на Анри Лотарингски;
- Федерико (1573 – 1574);
- Франческо (1576 – 1580)

## Биография
През 1595 г. наследява баща си. През февруари 1599 г. се жени за Катерина Лотарингска-Майен-Гиз, дъщеря на Шарл II Лотарингски, херцог на Майен.
През 1606 г, основава Шарлевил („градът на Карло“) в Североизточна Франция в неговите земи на Ретел, който става столица на неговото Княжество. През 1624 г. основава Ордена на християнската милиция, чиято цел е да съюзи европейските принцове за започване на кръстоносен поход срещу турците.
Той жени на 25 декември 1627 г. сина си Карло II Гонзага за Мария Гонзага, племенница-наследница на херцог Винченцо II Гонзага.
През 1627 г., след смъртта на своя братовчед Винченцо II Гонзага, последният потомък на пряката линия на Гонзага, Карло I наследява Херцогство Мантуа, срещайки съпротивата на херцога на Савоя Карл Емануил I Савойски, който е насочил вниманието си към Маркграфство Монферат и преди всичко към Испания и империята, които не го оценяват профренско присъствие пред портите на Миланското херцогство. През 1628 г. Фердинанд II изпраща своя комисар, граф Йохан фон Насау-Зиген, в Италия, изисквайки Карло I да предаде своите държави на императора, докато не бъде решено кой да получи наградата. Избухва Войната за мантуанското наследство. Карло I разчита на подкрепата на краля на Франция Луи XIII, който обаче не се намесва военно, за да му помогне, когато император Фердинанд II изпраща армия от ландскнехти да обсадят Мантуа през 1629 г., водени от генерал Йохан фон Алдринген и Матиас Галас. Обсадата продължава до юли 1630 г. и накрая градът, жертва на глад и чума, причинила 25 000 смъртни случая, отстъпва и е брутално разграбен от имперските войски.
Последвалите дипломатически действия позволяват на Карло I , който е намерил убежище със сина си и снаха си в границите на Папската държава, да се върне в херцогството, което сега е в края на силата си, през 1631 г., и най-накрая да поеме управлението, въпреки че прави различни териториални отстъпки на Савойците и Гонзага ди Гуастала. Мантуанският двор, подобно на останалата част от херцогството, е толкова опустошен и гол, че херцогското семейство трябва да получи помощ от други италиански дворове, особено от Венецианската република, за да се снабди със средствата за основни нужди. През следващите години той работи за икономическото възстановяване на херцогството, оставяйки добър спомен за работата си. Въпреки това, поради катастрофалната икономическа ситуация, е принуден да завърши продажбата на колекцията на Гонзага, вече започната от неговия предшественик Винченцо II Гонзага.
Карло I умира през 1637 г. на 57-годишна възраст, оставяйки управлението на прекия си племенник Карло III Гонзага-Невер (неговите мъжки деца са починали преди баща си), под регентството на майка си Мария Гонзага. Погребан е в базиликата „Санта Барбара“ в Мантуа.

## Брак и потомство
∞ 1 февруари 1599 в Соасон за Катерина Лотарингска-Майен-Гиз (1585 – 1 март 1618, Париж), дъщеря на Шарл II Лотарингски, херцог на Майен, от която има шест деца:
- Франческо Гонзага-Невер (17 юни 1606, Шарлевил – 14 октомври 1622, пак там), наследствен принц на Херцогство Ретел (1619) като Франсоа III дьо Ретел; неженен и бездетен;
- Карло II Гонзага-Невер (1609 – 1631), херцог на Невер и Ретел и Майен, умира преди баща си; ∞ 25 декември 1627 за Мария Гонзага (1609 – 1657), дъщеря на херцог Франческо IV Гонзага от Мантуа – техният син Карло III Гонзага става 9-и херцог на Мантуа и Монферат;
- Фердинандо Гонзага-Невер (1610, Шарлевил – 1632, пак там), херцог на Майен, неженен и бездетен;
- Мария Луиза Гонзага-Невер (18 август 1611, Невер или Париж – 10 май 1667, Варшава), позната в Полша като Лудовика Мария, ∞ 1) 5 ноември 1645 (чрез представител), 10 март 1646 във Варшава за  Владислав IV Васа (1595 – 1648) крал на Полша, от когото няма деца; ∞ 2) 29 май 1649 за Ян II Кажимеж (1609 – 1672), крал на Полша, от когото има 2 деца;
- Бенедета Гонзага-Невер (април 1607, Невер – 20 декември 1637, Париж), монахиня, игуменка на Авне-Вал-д'Ор;
- Анна Мария Гонзага-Невер (1616, Париж –  6 юли 1684 пак там), чуждестранна принцеса ∞ 24 април 1645 Едуард (1624 – 1663), пфалцграф на Зимерн, син на Фридрих V, курфюрст на Пфалц, от когото ма 3 дъщери.